# Almerigo Recchia
Almerigo Recchia (Verona, 25 novembre 1899 – ...) è stato un calciatore italiano, di ruolo attaccante.

## Carriera
Con il Verona, dopo due anni nella Prima Categoria Veneta a partire dal 1919-1920, gioca per altre sei stagioni in massima serie dal campionato di Prima Divisione 1921-1922 fino a quello di Divisione Nazionale 1927-1928, ad esclusione della stagione 1922-1923: in totale colleziona con la maglia gialloblù 103 presenze, segnando 11 reti.